# Papa Bär hat’s mächtig schwer
Papa Bär hat’s mächtig schwer (engl. Originaltitel A Bear for Punishment) ist ein etwa 7-minütiger Zeichentrickfilm der Warner Brothers Studios aus dem Jahr 1951. Er ist der dritte und letzte Teil der Trickfilmreihe "Die Drei Bären" (engl. The Three Bears). Papa Bär hat’s mächtig schwer wurde eine Zeit lang auf VHS-Kassette vertrieben, jedoch aus den Regalen und sogar aus den TV-Programmen genommen, weil die Handlungen zu gewalttätig sind.

## Inhalt
Es ist Vatertag, doch der Einzige, der sich darüber freut, ist Junyer. Henry (meist nur Pa’ genannt) hingegen ist schon beim Aufwachen hochgradig gereizt, während Ma’ halbherzig versucht, Pa’ zu beschwichtigen. Am meisten ärgert es Pa’, dass ausgerechnet Junyer seinen Vater „so richtig verwöhnen“ will. Denn der Sohnemann ist unfassbar tollpatschig und schwer von Begriff und so jagt bald eine Katastrophe die nächste: das Frühstück landet auf Pa’s Kopf, beim Rasieren wird er (off-camera) fast geköpft und statt Tabak stopft Junyer Schießpulver in Papas Pfeife. Zum krönenden Abschluss wird Pa’ dazu genötigt, sich eine von Ma’ und Junyer aufgeführte, skurrile Tanz- und Showeinlage anzusehen, deren Themensong davon handelt, wie „toll“ der Papa doch sei. Die Episode endet damit, dass Pa’ wie die Freiheitsstatue gekleidet wird und mit traumatisiertem Blick in die Kamera starrt.

## Charaktere
- Henry Bear: wird meist nur mit Pa’ angesprochen, er ist das Familienoberhaupt. Henry hat die kürzeste Statur und trägt stets ein grünes T-Shirt. Er ist ausgesprochen cholerisch, teilweise sogar gewalttätig. Er lässt seinen Frust ausschließlich an Junyer aus, seine Frau schreit er gerne an oder kommandiert sie herum. Diese – für Zeichentrickfiguren der 1960er Jahre nicht unübliche – Verhaltensweise eines „archaischen Familienoberhauptes“ hat besonders in jüngeren Jahren zu Kritik an der Serie geführt.
- Mother Bear: bleibt in allen drei Teilen der Serie namenlos und wird durchweg mit Ma’ angesprochen. Sie trägt stets eine rosafarbene Haube auf dem Kopf und einen königsblauen Einteiler. Ihr Markenzeichen ist ihr resigniert-gelangweilter Gesichtsausdruck, der sich wirklich nie ändert. Sie begegnet Henrys Wutausbrüchen durchweg mit einer Mischung aus halbherzigen Beschwichtigungsversuchen und Ignoranz. Ihre Einwände und Kommentare beginnen stets mit: „Aber Henry...“. Sie scheint jedoch sehr an Junyer zu hängen und verwöhnt ihn.
- Junyer: ist das einzige Kind der Familie. Obwohl körperlich der größte der Drei Bären und vermutlich volljährig, ist er offenbar im Alter und Reifestadium eines Kindes stehen geblieben. Er trägt tatsächlich noch immer Windeln. Sein geistiger Rückstand macht sich auch in seinem Verhalten bemerkbar: er ist tollpatschig, aber enthusiastisch und naiv und was immer Henry ihm aufträgt, versucht Junyer gewissenhaft auszuführen. Seine Unternehmungen scheitern jedoch entweder an seiner Stärke (die für sein Alter völlig untypisch ist), oder an Henrys Ungeduld.

## Hintergründe
Papa Bär hat’s mächtig schwer wurde am 20. Oktober 1951 in Zusammenarbeit mit der Vitaphone Corp. produziert und noch im gleichen Jahr erstausgestrahlt. Die Episode ist seit ihrer Erstausstrahlung urheberrechtlich geschützt. Produzent war Chuck Jones, Drehbuchautor war Michael Maltese. Die Synchronisation übernahmen Bea Benaderet, Billy Bletcher und Stan Freberg. Die Zeichentrickreihe „Die Drei Bären“ basiert mehr oder weniger lose auf dem gleichnamigen Kindermärchen „Goldlöckchen und die drei Bären“ von Robert Southey aus dem Jahr 1837. Allerdings wurde die Serie wiederholt kritisiert, weil einige der Handlungen zu gewalttätig und damit für Kinder eher ungeeignet sind. Die Episode Papa Bär hat’s mächtig schwer war zwar einige Zeit lang auf VHS-Kassette erhältlich (zusammen mit anderen Trickfilmen aus der Reihe Merrie Melodies der Warner Bros. Studios), wurde aber wegen scharfer Kritik aus dem TV-Programm genommen. Heute sind alle drei Folgen auf BluRay und DVD erhältlich.
Die Namen und Sprechweisen der Charaktere weisen einen starken Südstaaten-Akzent auf: „Junyer“ ist eine slang-bedingte, bewusste Falschschreibung von „Junior“, während „Ma’“ und „Pa’“ Kurzformen für „Mama“ und „Papa“ sind.